# Глиница (Житомирская область)
Глиница (укр. Глиниця) — село на Украине, находится в Радомышльском районе Житомирской области.
Код КОАТУУ — 1825084403. Население по переписи 2001 года составляет 126 человек. Почтовый индекс — 12254. Телефонный код — 4132. Занимает площадь 0,693 км².

## Местный совет
Село входит в состав Кичкиревского сельского совета.
Адрес местного совета: 12254, Житомирская область, Радомышльский р-н, с. Кичкири, ул. Центральная, 165.